# Krabbezakjes
Krabbezakjes (Rhizocephala) zijn parasitaire rankpootkreeften, die vrij algemeen wordt aangetroffen op vooral krabben, voornamelijk uit de zwemkrabbenfamilie (Portunidae), maar ook op andere tienpotigen. Langs de Belgische en Nederlandse kust wordt vaak de soort Sacculina carcini aangetroffen.

## Kenmerken
Alhoewel verwant met de zeepokken, lijken krabbezakjes helemaal niet op zeepokken of andere schaaldieren. De parasiet bestaat uit een vertakte structuur binnen in de gastheer (een tienpotige) en een uitwendig zakje dat zich op het abdomen bevindt.

## Levensloop
Krabbezakjes zijn als larve vrijlevend. Ze doorlopen eerst een nauplius-stadium, dat zich vervolgens transformeert tot een cyprislarve. Deze cyprislarve belandt op het pantser van een potentiële gastheer, aangetrokken door zijn geur (chemotaxis).
Deze larve kruipt over de gastheer tot ze de dunne huid van een scharnierpunt vindt. Daar verandert ze door vervelling in het zogenaamde kentrogon stadium. De kentrogon ontwikkelt vervolgens een soort injectienaald waarmee ze zichzelf in het lichaam van de gastheer injecteert. De volgende fase heet het vermigon stadium. De Akentrogonida slaan het kentrogon stadium over en belanden onmiddellijk in het vermigon stadium. Dit is een wormachtige vorm die door de gastheer heen kruipt en zich in de buurt van het achterlijf vastzet. Uit deze vorm groeien vertakkingen (de interna) die zich in het gehele lichaam verspreiden en waarmee voedsel wordt opgenomen. Uiteindelijk vormt zich uitwendig op het achterlijf het typische zakje (de externa), bepaalde soorten ontwikkelen meerdere externae.
Eenmaal binnen in de gastheer, scheidt een krabbezakje stoffen af die interfereren met de hormoonhuishouding van de gastheer, waardoor mannelijke gastheren vrouwelijke kenmerken en gedragingen vertonen en de vervellingen worden stopgezet. De gastheer wordt als het ware chemisch gecastreerd. De enige functie van de gastheer is nu nog het voeden van de parasiet.
Als een vrijlevend mannelijk krabbezakje (cypris stadium) een vrouwelijk exemplaar ontmoet, dan injecteert deze zich in het vrouwelijk zakje en smelt ermee samen, waarbij het voor de rest van het leven van de gastheer zaadcellen produceert. Op regelmatige tijdstippen worden dan wolkjes parasietenlarfjes naar buiten gespoten.

## Voorkomen
Krabbezakjes komen voor in het verspreidingsgebied van hun gastheren. Verschillende soorten krabbezakjes kunnen zich vaak als exoot handhaven door andere, inheemse verwanten van hun gewoonlijke gastheren te infecteren.

## Taxonomie
De volgende taxa zijn bij de superorde ingedeeld:
- Orde Akentrogonida Häfele, 1911
  - Familie Chthamalophilidae Bocquet-Védrine, 1961
  - Familie Clistosaccidae Boschma, 1928
  - Familie Duplorbidae Hoeg & Rybakov, 1992
  - Familie Mycetomorphidae Hoeg & Rybakov, 1992
  - Familie Polysaccidae Lützen & Takahashi, 1996
  - Familie Thompsoniidae Hoeg & Rybakov, 1992
- Orde Kentrogonida Delage, 1884
  - Familie Lernaeodiscidae Boschma, 1928
  - Familie Peltogastridae Lilljeborg, 1860
  - Familie Sacculinidae Lilljeborg, 1860